# Malo Henri Julien Besné de la Hauteville
Malo Henri Julien Besné de la Hauteville, dit Besné né à Dinan province de Bretagne  mort à Saint-Brieuc le 7 mai 1801, est un homme de loi et révolutionnaire français, avocat au Parlement, procureur du roi, accusateur public du Tribunal révolutionnaire.

## Biographie
Fils de Bersnard Besné, trésorier de la paroisse Saint-Malo de Dinan, et de Laurence Macé, son épouse. Il devient avocat au Parlement et remplit les fonctions de procureur du roi au siège prévôtal. C'est un gaillard d'un mètre quatre-vingt dix centimètres, « les yeux bruns et renfoncés, le nez gros et rouge, le teint fortement couperosé, chauve, il portait une perruque marron »
Dès le début de la Révolution, il épouse les idées nouvelles et ne signe plus désormais que Besné. En 1789, il est officier municipal de Saint-Brieuc et c'est lui qui rend les honneurs dans son discours du 13 octobre 1791 au retour du maire Jean-François-Pierre Poulain de Corbion et Julien-François Palasne de Champeaux choisis par les habitants pour les représenter aux États-Généraux. Besné désapprouve le mollesse des députés en mission et le fait savoir. Il est ferme sur ses positions et ne transige pas sur son devoir qui est de juger sans délai et selon la rigueur des lois en vigueur. Mais trop de zèle, lui attire une admonestation du Comité de législation. Devant la menace de perdre sa place, Besné soucieux de sa carrière mis un frein à ses ardeurs, mais il ne peut s'empêcher d'alerter le Comité sur  ses inquiétudes d' une République sans énergie, et sur un homme qu'il va poursuivre de sa haine, car ayant obtenu sa tête par contumace à la suite du jugement du 2 avril 1793, il n'arrive pas à se saisir de ce Amateur-Jérôme Le Bras des Forges de Boishardy qui dîne à présent avec les généraux de la République, depuis son entrevue avec Humbert, ces rencontres sont à l'origine du traité de La Mabilais, et qui a de surcroît retrouvé son manoir de Bréhand où il reçoit des royalistes sans que la justice ne puisse y mettre un terme. Il va donc user de tous les subterfuges pour piéger Boishardy, y compris en s'attaquant à sa jeune fiancée Joséphine de Kercadio âgée de seize ans, dont la mère est en surveillance à Lamballe. 
Parmi les accusés de  chouannage et d'embauche pour les rebelles mis en détention le 12 octobre 1797 (21 vendémiaire an VI), à l'exception de Mathurin Charles Dutertre en fuite, Le Gris du Val et Dutertre furent condamnés à mort, sept autres à la déportation, les trente autres furent acquittés et demandèrent la révision de leur procès par l'intermédiaire de madame de Kerigant qu s'étant procuré copie du premier jugement, et malgré avoir essayé de gagner les bonnes grâces du président du Conseil de guerre Plasne de Champeaux, voyant que l'affaire traînait en longueur, elle prit l'initiative de se présenter chez l'accusateur public qui négocia une rançon de 24 000 francs donna en échange l'ordre de mise en libertés des détenus restants.
Un jugement de la Cour de cassation déclara à son encontre : « avoir encouru la forfaiture pour avoir mis en liberté des chouans arrêtés à raison de crimes postérieurs à l'amnistie » ce qui lui valut d'être incarcéré au Temple sous l'inculpation d'avoir non seulement violé la loi, mais d'avoir reçu un pécule pour s'y déterminer. Renvoyé à Saint-Brieuc pour être jugé de péculat (la première accusation n'étant sanctionnée par aucune loi), Besné fut acquitté faute de preuves, mais démissionna le 21 novembre 1798 (1er frimaire an VII)

Accusateur public de 1790 à l'an VI, puis reconduit dans la fonction.

## Écrits, œuvres
- Avis de recherche contre Amateur-Jérôme-Silvestre Bras De Forges du Bois-Hardi
- Vie politique et publique de Malo, Henri, Julien Besné, né à Dinan le 26 juin 1744, père de treize enfants vivants, ennemi déclaré de tous les abus[6]
- Fondation de la loge de la Vertu triomphante

## Bilan
Il se targue d'avoir fait en moins de deux ans: 53 procès criminels, et obtenu 48 arrêts de mort, 19 déportations, 48 condamnation aux fers, 6 à la gêne, 27 à la détention, 5 à la réclusion, 20 à la prison avec amendes, 32 à l'arrestation jusqu'à la paix.